# Federico Dimarco
Federico Dimarco (Milán, 10 de noviembre de 1997) es un futbolista italiano que juega como defensa en el Inter de Milán de la Serie A de Italia.

## Trayectoria

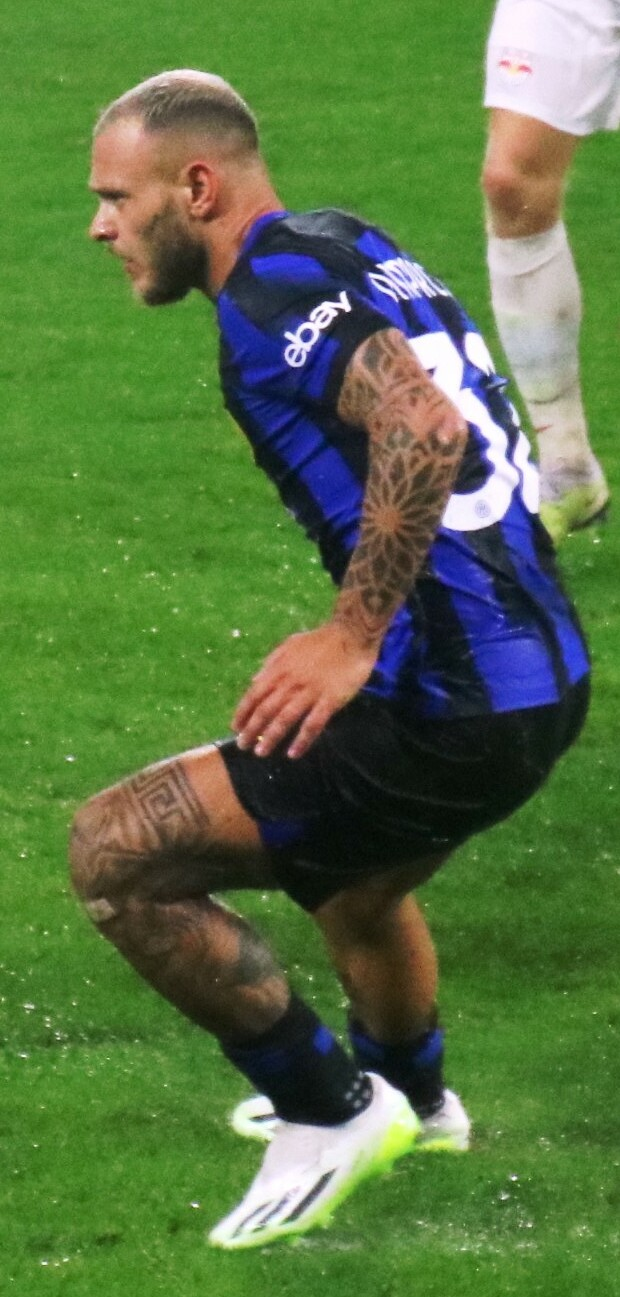
Dimarco en partido para Inter

### Inter de Milán
Federico Dimarco empezó su formación deportiva en el Inter desde el 2004. En la temporada 2014-15 fue convocado por Roberto Mancini para 11 partidos de los cuales jugó 2 entrando desde el banquillo.
Su debut oficial como futbolista fue el 11 de diciembre de 2014 cuando entró como sustituto de Danilo D'Ambrosio en el minuto 84 en el partido del Inter de Milán contra el FK Qarabağ Agdam por la fase de grupos de la Liga Europa. Su debut en la Serie A fue el 31 de mayo de 2015 en el último partido de la temporada Inter- Empoli 4-3. Dimarco entró en el minuto 89 por Rodrigo Palacio.
El 17 de junio de 2015 firmó con el Inter de Milán para la temporada 2015-16 así dando inicio a su carrera deportiva.

## Selección nacional

### Categorías inferiores
Ha sido internacional con la selección de Italia en las categorías sub-15, sub-16, sub-17, sub-18 y sub-19.

#### Participaciones en categorías inferiores
| Competición                         | Sede      | Resultado              | Partidos | Goles |
| ----------------------------------- | --------- | ---------------------- | -------- | ----- |
| Copa Mundial Sub-17 de 2013         | EAU       | Octavos de final       | 4        | 0     |
| Campeonato Europeo Sub-17 UEFA 2013 | Eslovenia | Subcampeón             | 8        | 0     |
| Campeonato Europeo UEFA Sub-19 2015 | Grecia    | Segunda fase de grupos | 1        | 0     |

### Absoluta
El 4 de junio de 2022 debutó con la selección absoluta en un encuentro de la Liga de Naciones de la UEFA 2022-23 ante Alemania que finalizó en empate a uno.

#### Participaciones en Eurocopas
| Copa          | Sede     | Resultado        | Partidos | Goles |
| ------------- | -------- | ---------------- | -------- | ----- |
| Eurocopa 2024 | Alemania | Octavos de final | 3        | 0     |

## Estadísticas

### Clubes
Actualizado al 30 de junio de 2025.
| Club                       | Div.          | Temporada     | Liga  | Liga  | Copas nacionales | Copas nacionales | Copas internacionales | Copas internacionales | Total | Total |
| Club                       | Div.          | Temporada     | Part. | Goles | Part.            | Goles            | Part.                 | Goles                 | Part. | Goles |
| -------------------------- | ------------- | ------------- | ----- | ----- | ---------------- | ---------------- | --------------------- | --------------------- | ----- | ----- |
| Inter de Milán · Italia    | 1.ª           | 2014-15       | 1     | 0     | 0                | 0                | 1                     | 0                     | 2     | 0     |
| Inter de Milán · Italia    | 1.ª           | 2015-16       | 0     | 0     | 0                | 0                | ―                     | ―                     | 0     | 0     |
| Ascoli · Italia            | 2.ª           | 2015-16       | 15    | 0     | 0                | 0                | ―                     | ―                     | 15    | 0     |
| Ascoli · Italia            | Total club    | Total club    | 15    | 0     | 0                | 0                | 0                     | 0                     | 15    | 0     |
| Empoli F. C. · Italia      | 1.ª           | 2016-17       | 12    | 0     | 1                | 0                | ―                     | ―                     | 13    | 0     |
| Empoli F. C. · Italia      | Total club    | Total club    | 12    | 0     | 1                | 0                | 0                     | 0                     | 13    | 0     |
| F. C. Sion · Suiza         | 1.ª           | 2017-18       | 9     | 0     | 0                | 0                | ―                     | ―                     | 9     | 0     |
| F. C. Sion · Suiza         | Total club    | Total club    | 9     | 0     | 0                | 0                | 0                     | 0                     | 9     | 0     |
| Parma Calcio 1913 · Italia | 1.ª           | 2018-19       | 13    | 1     | 1                | 0                | ―                     | ―                     | 14    | 1     |
| Parma Calcio 1913 · Italia | Total club    | Total club    | 13    | 1     | 1                | 0                | 0                     | 0                     | 14    | 1     |
| Inter de Milán · Italia    | 1.ª           | 2019-20       | 3     | 0     | 1                | 0                | 0                     | 0                     | 4     | 0     |
| Hellas Verona · Italia     | 1.ª           | 2019-20       | 13    | 0     | 0                | 0                | ―                     | ―                     | 13    | 0     |
| Hellas Verona · Italia     | 1.ª           | 2020-21       | 35    | 5     | 2                | 0                | ―                     | ―                     | 37    | 5     |
| Hellas Verona · Italia     | Total club    | Total club    | 48    | 5     | 2                | 0                | 0                     | 0                     | 50    | 5     |
| Inter de Milán · Italia    | 1.ª           | 2021-22       | 32    | 2     | 3                | 0                | 7                     | 0                     | 42    | 2     |
| Inter de Milán · Italia    | 1.ª           | 2022-23       | 33    | 4     | 6                | 2                | 11                    | 0                     | 50    | 6     |
| Inter de Milán · Italia    | 1.ª           | 2023-24       | 30    | 5     | 3                | 0                | 7                     | 1                     | 40    | 6     |
| Inter de Milán · Italia    | 1.ª           | 2024-25       | 33    | 4     | 4                | 0                | 14                    | 0                     | 51    | 4     |
| Inter de Milán · Italia    | Total club    | Total club    | 132   | 15    | 17               | 2                | 40                    | 1                     | 189   | 18    |
| Total carrera              | Total carrera | Total carrera | 229   | 21    | 21               | 2                | 40                    | 1                     | 290   | 24    |

## Palmarés

### Títulos nacionales
| Título              | Club           | País   | Año  |
| ------------------- | -------------- | ------ | ---- |
| Supercopa de Italia | Inter de Milán | Italia | 2021 |
| Copa Italia         | Inter de Milán | Italia | 2022 |
| Supercopa de Italia | Inter de Milán | Italia | 2022 |
| Copa Italia         | Inter de Milán | Italia | 2023 |
| Supercopa de Italia | Inter de Milán | Italia | 2023 |
| Serie A             | Inter de Milán | Italia | 2024 |